# スターテン・ヘネラール
スターテン・ヘネラール（オランダ語：Staten-Generaal）は、オランダの議会である。2つの議院からなるが、政治的に優先されるのは直接選挙で選出される第二院 (Tweede kamer)（下院、代議院）である。第一院 (Eerste Kamer) （上院、元老院）は、各州の議会の議員による間接選挙で選ばれる。スターテン・ヘネラールの議事堂はデン・ハーグのビネンホフにおかれている。

## 権能

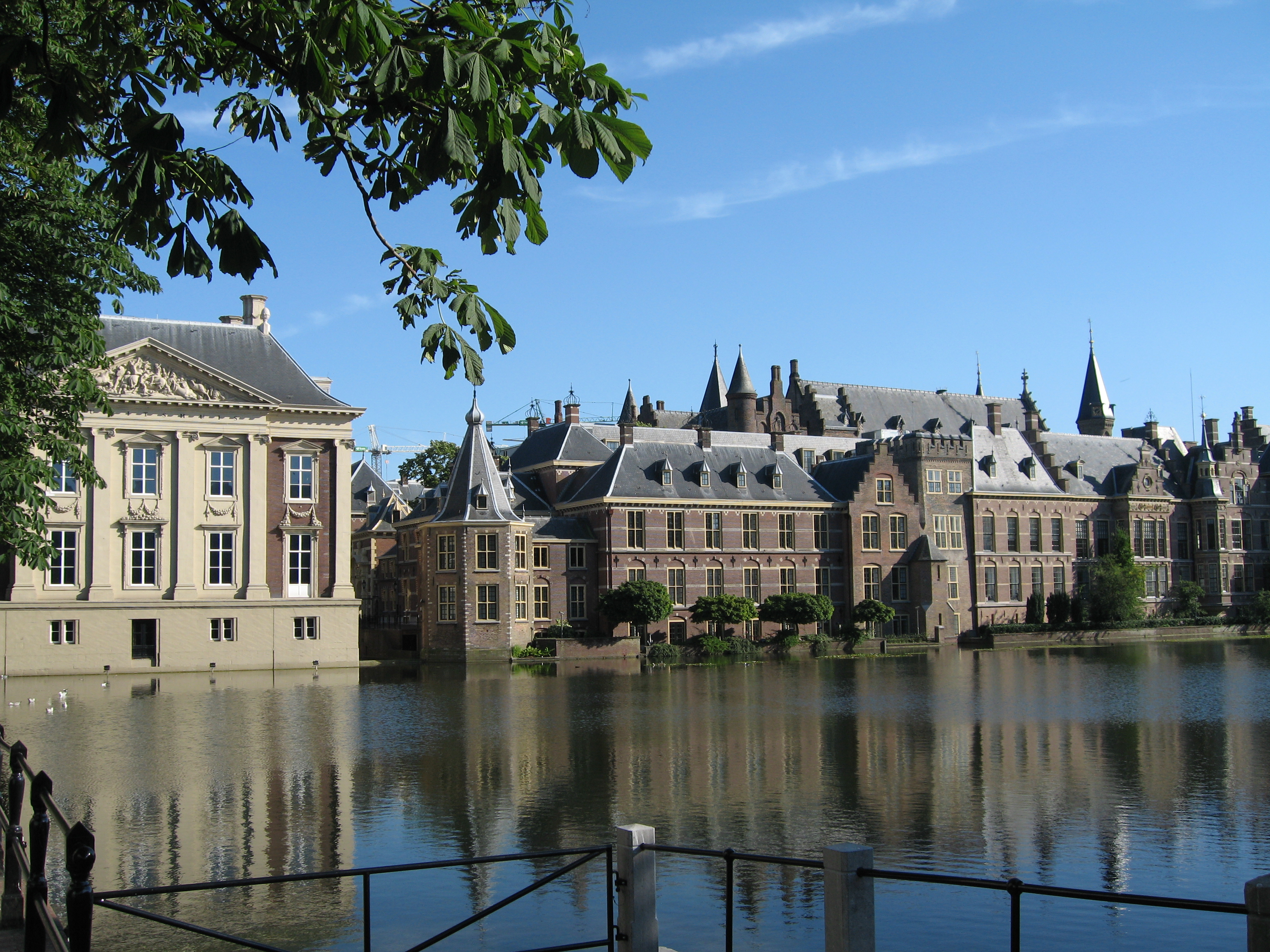
ビネンホフ (Binnenhof)
両院がこの場で開かれる。中央に見える小塔 (Torentje) は首相府。

スターテン・ヘネラールは議会年度の当初日である9月の第3火曜日の皇太子の日 (Prinsjesdag) に合同会議を開き、国王が演説 (Troonrede) を読み上げる。また王族の婚姻についての採決、国王の戴冠、王族の薨去のさいには両院が合同会議 (Verenigde Vergadering) を開く。これらの合同会議においては第一院の議長が進行役を務める。またこれらの会議はアムステルダムの新教会 (Nieuwe Kerk) で開かれる場合を除いて、ビネンホフの騎士の館 (Ridderzaal) で開かれる。合同会議が開かれないときには、各院はそれぞれ独自に会議を開いている。
憲法の規定では、法案の作成と修正を除く議会のすべての権能は両院に与えられている。しかし実際には第二院が議会全体の権能を有しているといえ、第一院は1週間に1度しか開かれていない。合同会議では王位後継者が不在で摂政が権限を行使することができない場合には、新たな国王を任命することになる。
オランダの政治制度では、内閣と議会との関係が二元的であるべきか、あるいは一元的であるべきかという大きな問題が存在する。すなわち、閣僚と与党の指導者が重要な政治決定を用意するべきかというものである。二元論の立場からすると、与党議員は内閣とは独立して行動するべきであることになる。これに対して一元論とは、政治的安定をもたらすため連立を組む政権の閣僚が重要な決定を行うべきであるという立場を示すのに使われる用語である。

## 歴史
歴史的に見るとスターテン・ヘネラールは15世紀半ば、当時のブルゴーニュ公国の支配のもとで、諸州の議会の代表者で構成された会議体として招集されていた。最初の会議は1464年1月9日、ブルゴーニュ公フィリップ3世の命により、フランデレンのブルッヘで開かれた。その後、会議はブラバント公国の支配下にあったブリュッセルのクーデンベルクで定期的に開かれるようになる。1581年にスペイン王フェリペ2世の統治権に対して否認する宣言が出され、またネーデルラント北部がスペインの支配を脱すると、スターテン・ヘネラールは国王に代わって最高権力機関となり、ネーデルラント北部諸州の地方議会とともに中央統治機関となった。スターテン・ヘネラールの議員はこのころになるとホラント州のデン・ハーグに集まるようになるが、その議員というのは7つの州議会がネーデルラント連邦共和国の統治のために選出したものであった。スターテン・ヘネラールでは州として票を投じる採決がなされていたが、このときの各州の持ち票は1票であったが、この制度が定着するようになっていったのは1593年以降のことであった。なおネーデルラント連邦共和国領の20%の部分では州議会に相当する機関が設置されておらず、そのためこれらの地域は連邦直轄領となっており、スターテン・ヘネラールでの投票権を有していなかった。またオランダ東インド会社、オランダ西インド会社も連邦の支配下に置かれており、ニューヨーク（当時はニューアムステルダム）のスタテンアイランドや、オランダ人のヤコブ・ル・メールが発見したアルゼンチンのエスタドス島（スタテン島）はスターテン・ヘネラール Staten-Generaal にちなんで名づけられたものである。
なお南ネーデルラントは独自のスターテン・ヘネラールをブリュッセルにおいていた。
デン・ハーグとブリュッセルのスターテン・ヘネラールは1795年に廃止されることになる。この年、南ネーデルラントはフランスに併合され、他方でネーデルラント連邦共和国はバタヴィア共和国の樹立宣言を受けて崩壊し、その後の1796年3月1日に国民議会が招集された。しかしながら Staten-Generaal の名称はその後のオランダの議会の名称として使用が続けられることになり、ナポレオンの支配が終焉する1815年に Staten-Generaal は再び招集された。